# Georgina Harland
Georgina Harland (ur. 14 kwietnia 1978 w Canterbury) – brytyjska pięcioboistka nowoczesna, brązowa medalistka letnich igrzysk olimpijskich w Atenach.